# Лейтенант-полковник

## Етимологія
Слово «лейтенант» означає фр. lieu tenant — заступник, від lieu — місце і tenant — посідає). Залежно від мови це може бути «lieutenant», «teniente», «tenente», «Leutnant» та інші варіації.

## У країнах світу
1. Бельгія — фр. lieutenant-colonel, нід. luitenant-kolonel
2. Індія ― Lieutenant Colonel
3. Індонезія — letnan kolonel
4. Канада – lieutenant-colonel (Canada)[en]
5. Малайзія – Leftenan-Kolonel
6. Мальта — logotenent kurunell
7. Молдова – рум. locotenent colonel, звання ЗСМ
8. Нідерланди — luitenant-kolonel
9. Пакистан – Lieutenant Colonel
10. Румунія (сухопутні війська) – рум. locotenent-colonel
11. Сполучене Королівство – lieutenant colonel
12. США — lieutenant colonel (United States)[en]
13. Франція — lieutenant-colonel (France)[fr]
14. Шрі Ланка – Lieutenant Colonel

1. Естонія — ест. kolonelleitnant— військове звання Естонії

1. Азербайджан – азерб. polkovnik-leytenant
2. Латвія – латис. pulkvež-leitnants
3. Литва – лит. pulkininkas leitenantas — військове звання Литви